# André Soares

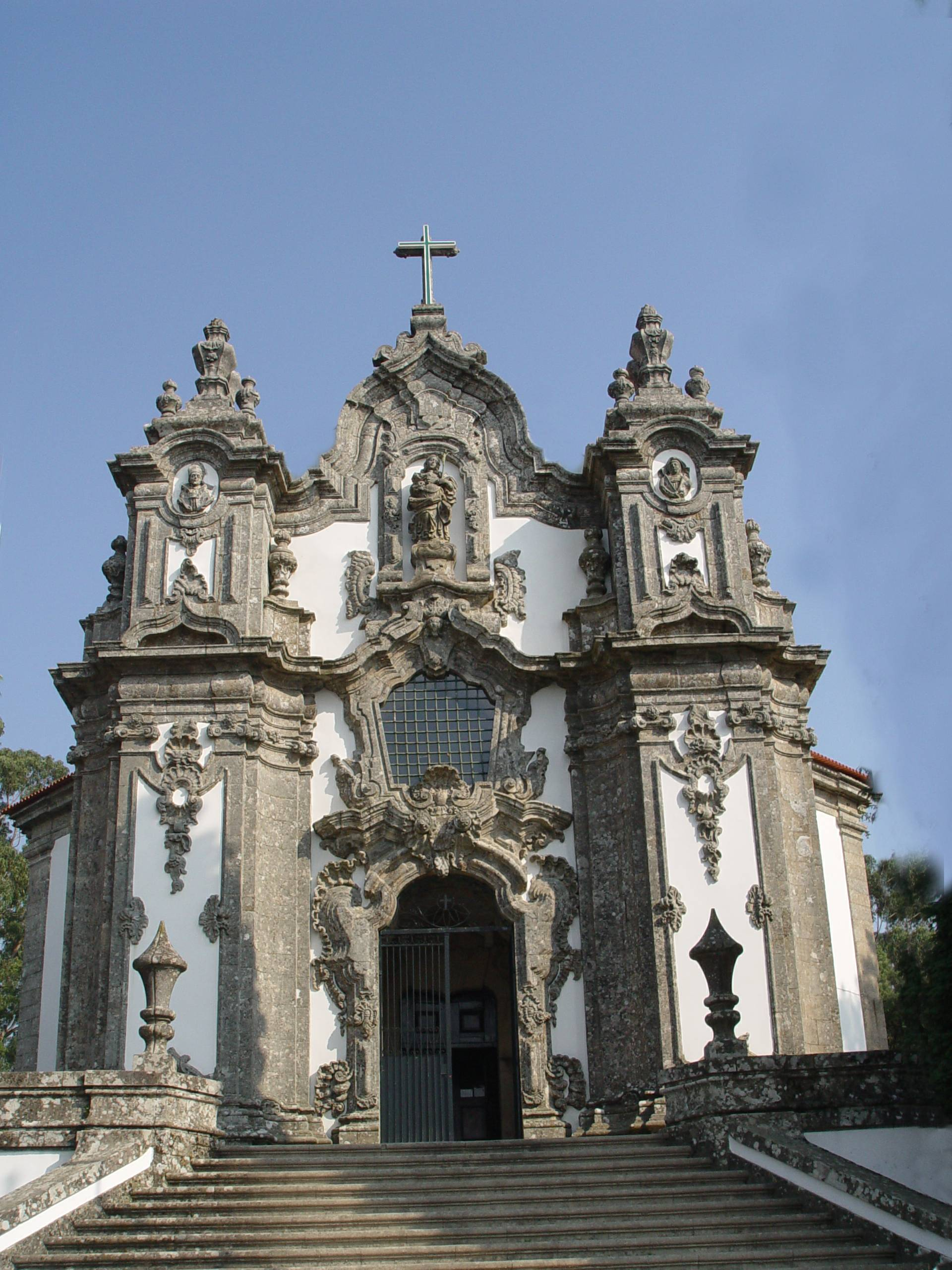
Igreja de Santa Maria Madalena, Braga.

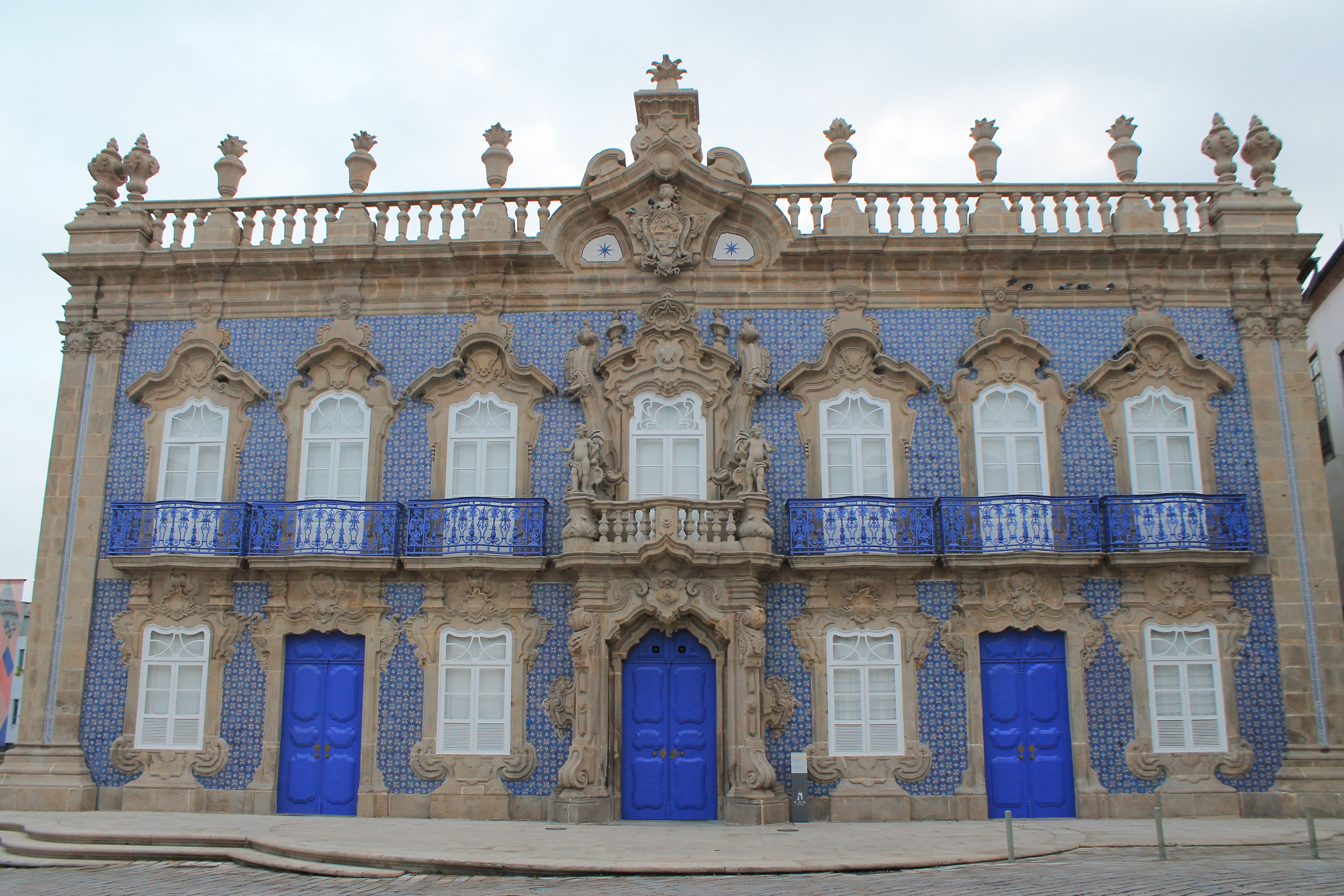
Palácio do Raio

André Ribeiro Soares da Silva (Braga, 30 de novembro de 1720 – Braga, 26 de novembro de 1769) foi um arquitecto de barroco rococó, português.

## Obra
André Soares foi um criador de obras de arquitetura, talha, ferro, desenho e cartografia. A sua grande capacidade financeira permitiu-lhe não precisar de trabalhar. Como era comum na época, as suas obras dividem-se por duas correntes artísticas: o rococó e o tardo-barroco.
O rococó chegou a Braga pela mão do arcebispo D. José de Bragança (1741-1756). André Soares beneficiou do seu apoio ao ser escolhido para desenhar o novo Paço Arquiepiscopal, cujo projeto oscilou entre o gosto joanino e os novos valores do rococó.
Rapidamente, porém, mudou para o novo estilo, de que são exemplos a nova fachada da Capela de Santa Maria Madalena da Falperra e o Palácio do Raio. Mas também fez muito rapidamente uma nova inflexão decisiva: as obras de arquitetura passaram a ter um desenho que se revê num tardo-barroco desornamentado e as de talha mantiveram-se num rococó vibrante, ideias que manteve até ao final da sua vida.
A sua obra está espalhada um pouco por todo o Norte de Portugal: Braga, Viana do Castelo, Ponte de Lima, Arcos de Valdevez, Vila Verde, Esposende, Guimarães e Vila Nova de Gaia (esta perdida).
Da sua autoria é uma Casa de Fresco, obra de cerca 1751 e que inicialmente foi implantada nos jardins do Arcebispo de Braga, que foi desmantelada em 1919, tendo sido adquirida pelo Santuário do Bom Jesus do Monte que a trouxe para a sua mata, e que Reynaldo dos Santos a considerou, "depois da Janela manuelina do Convento de Cristo, a peça mais fantástica da arquitectura portuguesa".
Permanece até hoje como um dos artistas mais injustamente ignorados no panorama da arte rococó europeia.